# Robert Gordon-Canning
Robert Cecil Gordon-Canning (* 23. Juni 1888 in Hartpury, Gloucestershire; † 4. Januar 1967)  war ein britischer politischer Aktivist.

## Leben und Tätigkeit
Gordon-Canning war ein Sohn des William James Gordon-Canning und seiner Frau Clara, geb. Bailey. Einigen Quellen zufolge war der Dichter George Gordon Byron Gordon-Cannings Urgroßvater.
Nach dem Besuch des Eton College schlug Gordon-Canning die militärische Laufbahn ein: 1906 trat er in die britische Armee ein, in der er am 15. November 1906 den Royal Gloucestershire Hussars zugeteilt wurde. Am 14. März 1912 erreichte er den Rang eines Leutnants im 10. britischen Husaren-Regiment (Prince of Wales’ Own Royal Hussars).
Von 1914 bis 1918 nahm Gordon-Canning am Ersten Weltkrieg teil. Er wurde zum Captain befördert (vorläufig zum 14. November 1914, endgültig am 5. Mai 1915) und im Juni 1917 mit dem Military Cross ausgezeichnet. Im März 1919 wurde er der Offiziersreserve (General Reserve of Officers) zugeteilt. Zum 19. August 1925 schied er endgültig aus der Armee aus.
In den 1920er Jahren entwickelte Gordon-Canning sich zu einem entschiedenen Unterstützer des arabischen Nationalismus. So sprach er sich für die Entlassung Marokkos in die Unabhängigkeit aus und bereiste das Land mehrfach, wobei seine Reisen ihn zur Niederschrift mehrerer belletristischer Bücher inspirierten. Später besucht er auch das damals von Großbritannien im Auftrag des Völkerbundes verwaltete Palästina.
In den 1930er Jahren wurde Gordon-Canning einer der führenden öffentlichen Vertreter der faschistischen Ideologie in Großbritannien. 1934 trat er offiziell in die von Oswald Mosley geführte British Union of Fascists (BUF) ein, in der er bald eine exponierte Rolle einnahm: Mehrfach besuchte er den NS-Staat und wurde dabei von ranghohen Vertretern des nationalsozialistischen Regimes empfangen. In Großbritannien spielte er regelmäßig Golf mit dem deutschen Botschafter Joachim von Ribbentrop. Im Oktober 1936 nahm er zudem an der Hochzeit Oswald Mosleys mit Diana Mitford im Haus des deutschen Propagandaministers Joseph Goebbels teil, wobei er als Trauzeuge fungierte. Ideologisch traf Gordon-Canning sich mit den deutschen Nationalsozialisten insbesondere in seinem entschiedenen Antisemitismus, der ein Folgeprodukt seiner pro-arabischen Sympathien hinsichtlich des Konfliktes der Besitzansprüche für das Gebiet Palästinas war.
Als Experte der BUF für Außenpolitik – und offizieller "Direktor" seiner Partei für dieses Sachgebiet – verfasste Gordon-Canning von 1935 bis 1939 zahlreiche Beiträge für faschistische Publikationen wie Fascist Weekly und Blackshirt, in denen er das außenpolitische Programm seiner Partei propagierte. Außerdem prägte er den außenpolitischen Slogan der BUF: "Mind Britain's Business" (sinngemäß: "Kümmern wir uns um unsere eigenen Angelegenheiten"). Somit vertrat die Partei ihre Position, dass Großbritannien sich dem aggressiven Expansionskurs der faschistischen Regime auf dem europäischen Kontinent nicht entgegenstellen – und die von diesen Regimen bedrohten Klein- und Mittelmächte nicht unterstützen sollte –, sondern diese vielmehr als (wohlwollend) neutrale Beobachter ungehindert gewähren lassen sollte, um sich um den Fortbestand des britischen Weltreichs zu kümmern.
Gordon-Canning war an der Finanzierung der BUF-Zeitung Action maßgeblich beteiligt und war Vorsitzender ihres Aufsichtsrates (board).
1939 zog Gordon-Canning sich nach einer Meinungsverschiedenheit mit Mosley aus der BUF zurück und schloss sich stattdessen anderen ähnlich ausgerichteten Gruppen wie der British People's Party an.
Einige Monate nach dem Beginn des Zweiten Weltkriegs wurde Gordon-Canning im Juli 1940 – als die Kriegslage für Großbritannien besonders bedrohlich und krisenhaft war – gemäß den Bestimmungen der Defence Regulation 18B von den britischen Behörden als potentielle Gefahr für die öffentliche Ordnung und Sicherheit in Internierungshaft genommen, aus der er 1943 entlassen wurde. Grund für seine Internierung waren seine bekannten Sympathien für das nationalsozialistische Deutschland als den wichtigsten Kriegsgegner Großbritanniens.
Von den nationalsozialistischen Polizeiorganen wurde Gordon-Canning nach Kriegsbeginn als wichtige Zielperson eingestuft: Im Frühjahr 1940 setzte das Reichssicherheitshauptamt in Berlin ihn auf die Sonderfahndungsliste G.B., ein Verzeichnis von Personen, die im Falle einer erfolgreichen deutschen Invasion Großbritanniens durch die Sonderkommandos der SS-Einsatzgruppen mit besonderer Priorität ausfindig gemacht und verhaftet werden sollten.
Nach dem Krieg lebte Gordon-Canning abwechselnd auf seinem Landsitz Sandilands in Sandwich und einem Apartment in London. Als entschiedener Antisemit und Sympathisant des arabischen Nationalismus stellte er sein Apartment für Besprechungen von Vertretern dieser Strömung, die sich in London aufhielten, zur Verfügung.
Öffentliches Aufsehen erregte Gordon-Canning, als er 1945 eine Hitler-Büste im Wert von 500 Pfund aus den Beständen er aufgelösten deutschen Botschaft in London erwarb (inflationsbereinigt entspricht dies einem Wert in heutiger Kaufkraft von etwa 20.000 Pfund oder 30.000 Euro), wobei er seine anhaltende Verehrung für den toten Diktator andeutete.

## Familie
Von 1939 bis 1944 war Gordon-Canning mit der australischen Schauspielerin Mary Maguire verheiratet. Aus der Ehe ging ein Sohn, Michael (* 1941), hervor, der bereits als Säugling starb. 1952 heiratete Gordon-Canning zum zweiten Mal.

## Schriften
- Flashlights from Afar, 1920.
- A Pagan Shrine, 1922.
- The Death of Akbar and other Poems, 1923.
- Some Aims and Principles of British Fascism in the Conduct of Imperial and Foreign Affairs, London 1936.
- Arab or Jew? 1938.